# Ель-Тійген
Ельтіген, Ель-Тійген (крим. El Tiygen, з 1945 — Героєвське) — місцевість Керчі, Україна, розташована на півдні міста, колишнє село.

## Історія
Вперше в доступних джерелах селище зустрічається на карті 1836 року.
Указом Президії Верховної Ради РРФСР від 21 серпня 1945 року Ельтіген був перейменований на Героєвське.
У період із 1954 по 1968 рік село приєднали до Керчі.